# 46083 Aaronkingery
46083 Aaronkingery è un asteroide della fascia principale. Scoperto nel 2001, presenta un'orbita caratterizzata da un semiasse maggiore pari a 2,7479601 au e da un'eccentricità di 0,2779765, inclinata di 9,25054° rispetto all'eclittica.